# Dvouzdrojová lokomotiva

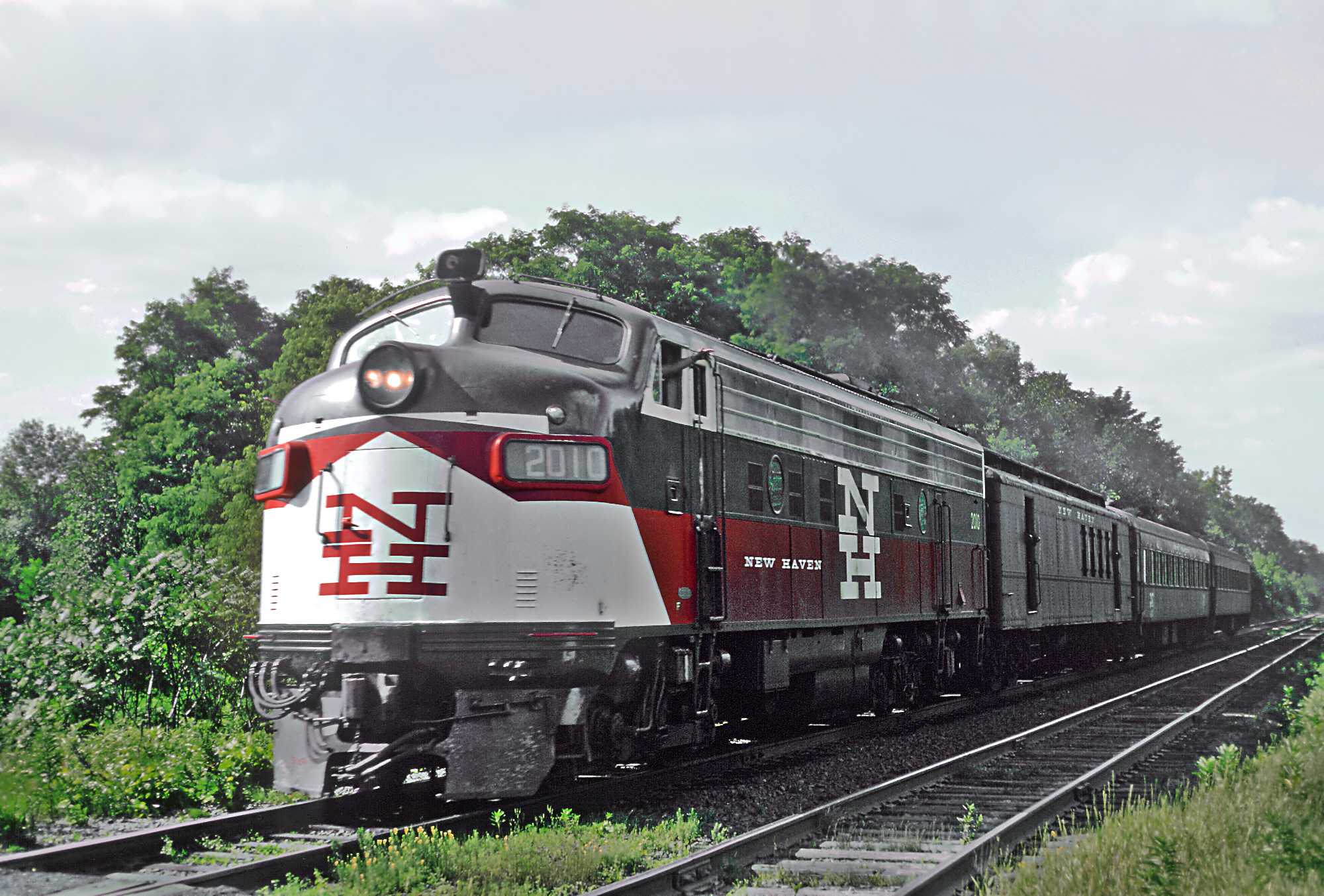
Lokomotiva FL9 společnosti New York, New Haven and Hartford Railroad pro dieselový pohon a elektrický pohon s napájecí kolejnicí, 1968

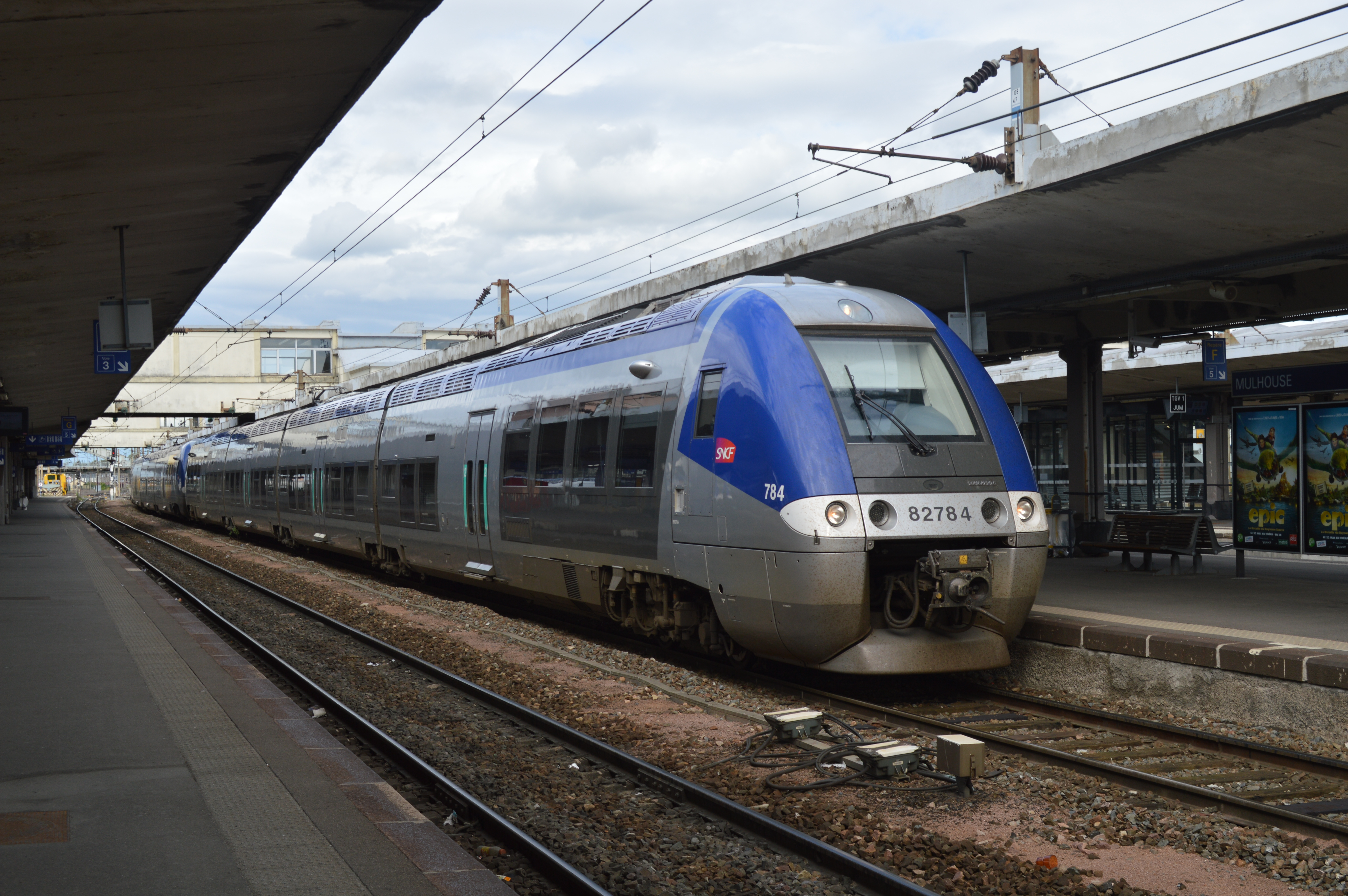
Dvouzdrojová jednotka řady B 82500 SNCF ve stanici Mulhouse-Ville

Dvouzdrojová lokomotiva, dvouzdrojový motorový vůz či dvouzdrojová jednotka (též duální) je drážní hnací vozidlo, které je možno pohánět dvěma různými zdroji energie. Většinou se jedná o elektricky poháněná vozidla s odběrem proudu z trolejového vedení nebo napájecí kolejnice, která mohou alternativně využívat dieselový motor, který pohání generátor (dieselelektrický pohon). Díky této technologii lze vozidla flexibilně využívat, neboť mohou být nasazovány na elektrizovaných i neelektrizovaných tratích bez nutnosti přepřahu, ale zároveň nemusí používat svůj spalovací motor na elektrizovaných tratích. Nevýhodou je však vysoká hmotnost způsobená těmito dvěma systémy pohonu.
Dvouzdrojová vozidla nelze považovat za hybridní, protože chybí druhé zařízení pro ukládání energie potřebné pro hybridní pohon, obvykle ve formě akumulátoru, který je nabíjen brzdnou energií. Mohou být poměrně snadno vyrobena přestavbou z dieselelektrických vozidel, pokud stejnosměrný proud z trolejového vedení má napětí podobné napětí generovanému vlastním generátorem vozidla. Dvouzdrojová vozidla se často používají na pracovních nebo stavebních vlacích, zejména proto, že jsou schopna jízdy i při vypnutém trolejovém vedení.

## Příklady

### Lokomotivy

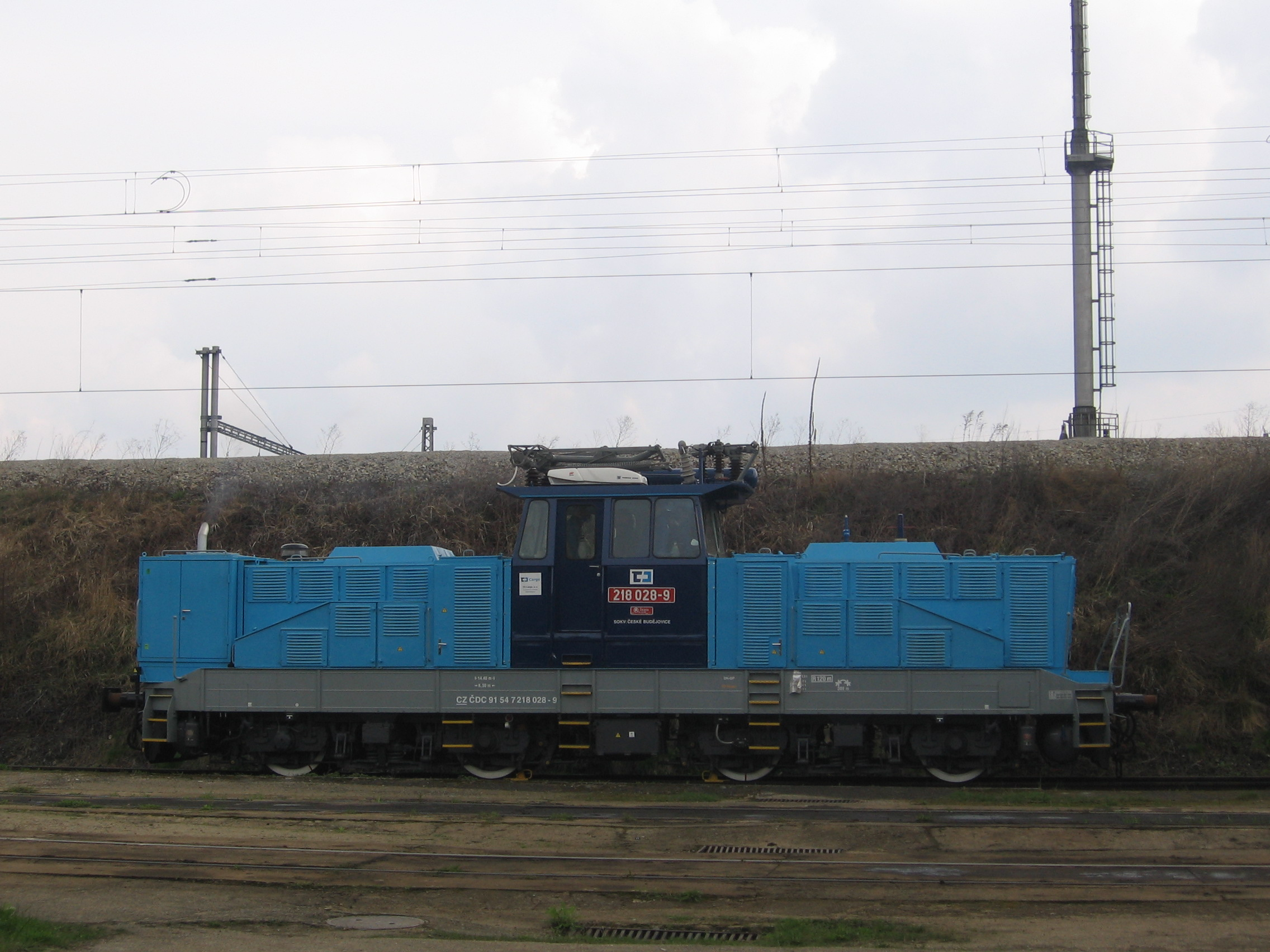
Dvouzdrojová lokomotiva 218 ČD Cargo
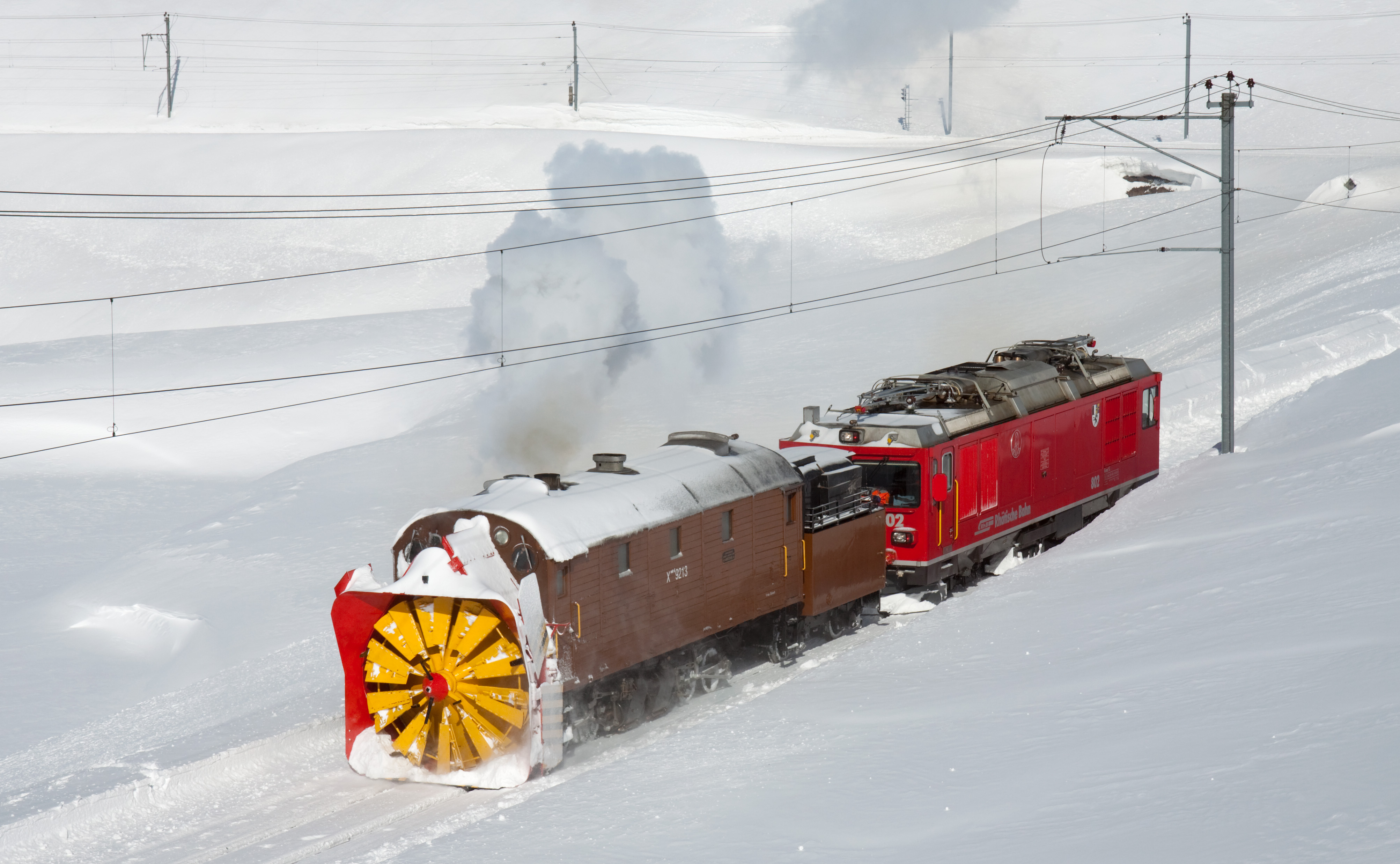
Dvouzdrojová lokomotiva Rhétské dráhy řady Gem 4/4 v naftovém režimu s parním sněhometem (sněhovou frézou), zřetelně viditelné sklopené sběrače
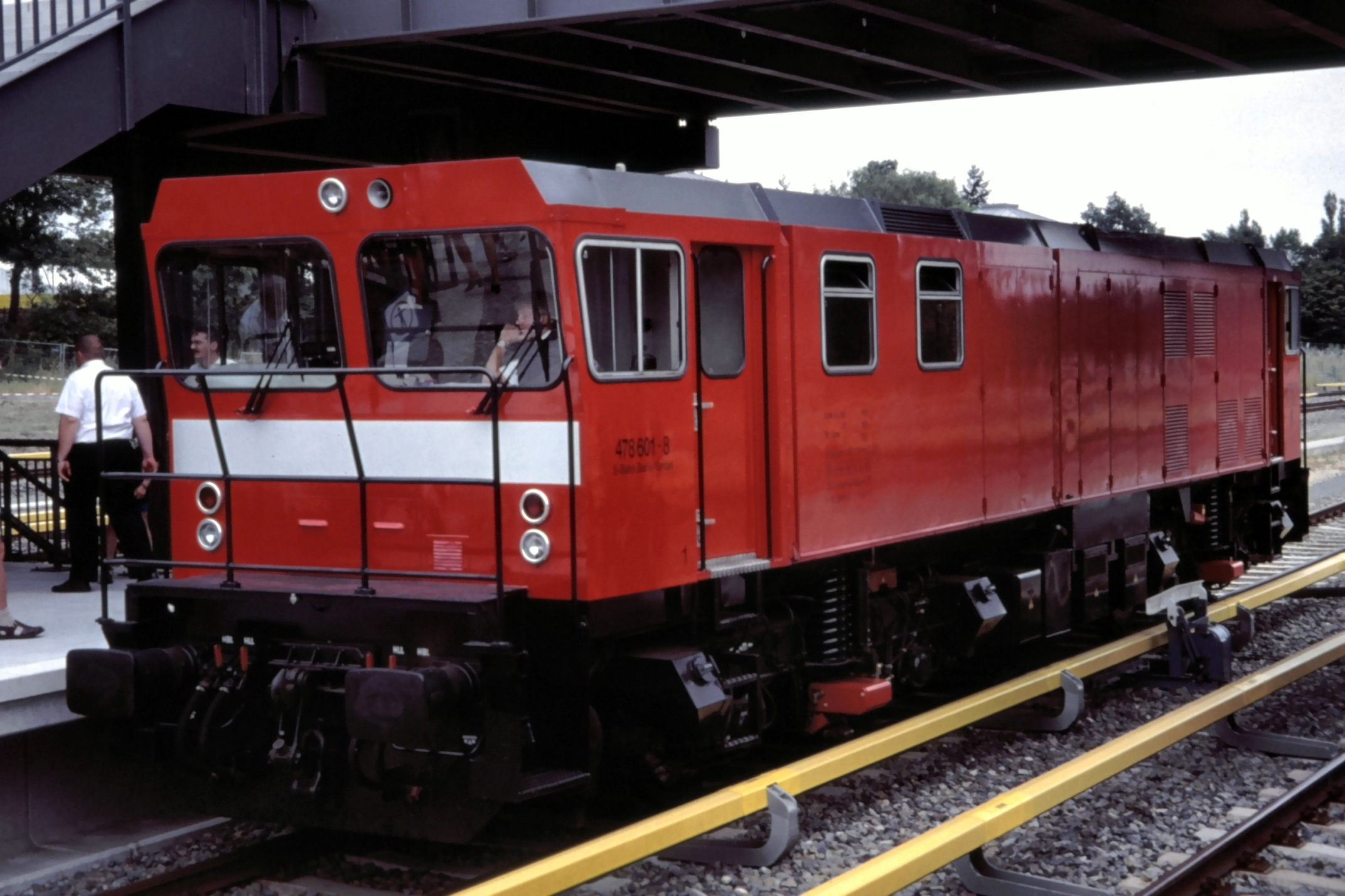
Dvouzdrojová lokomotiva 478 601 DB ve stanici Berlín Olympiastadion (1999)
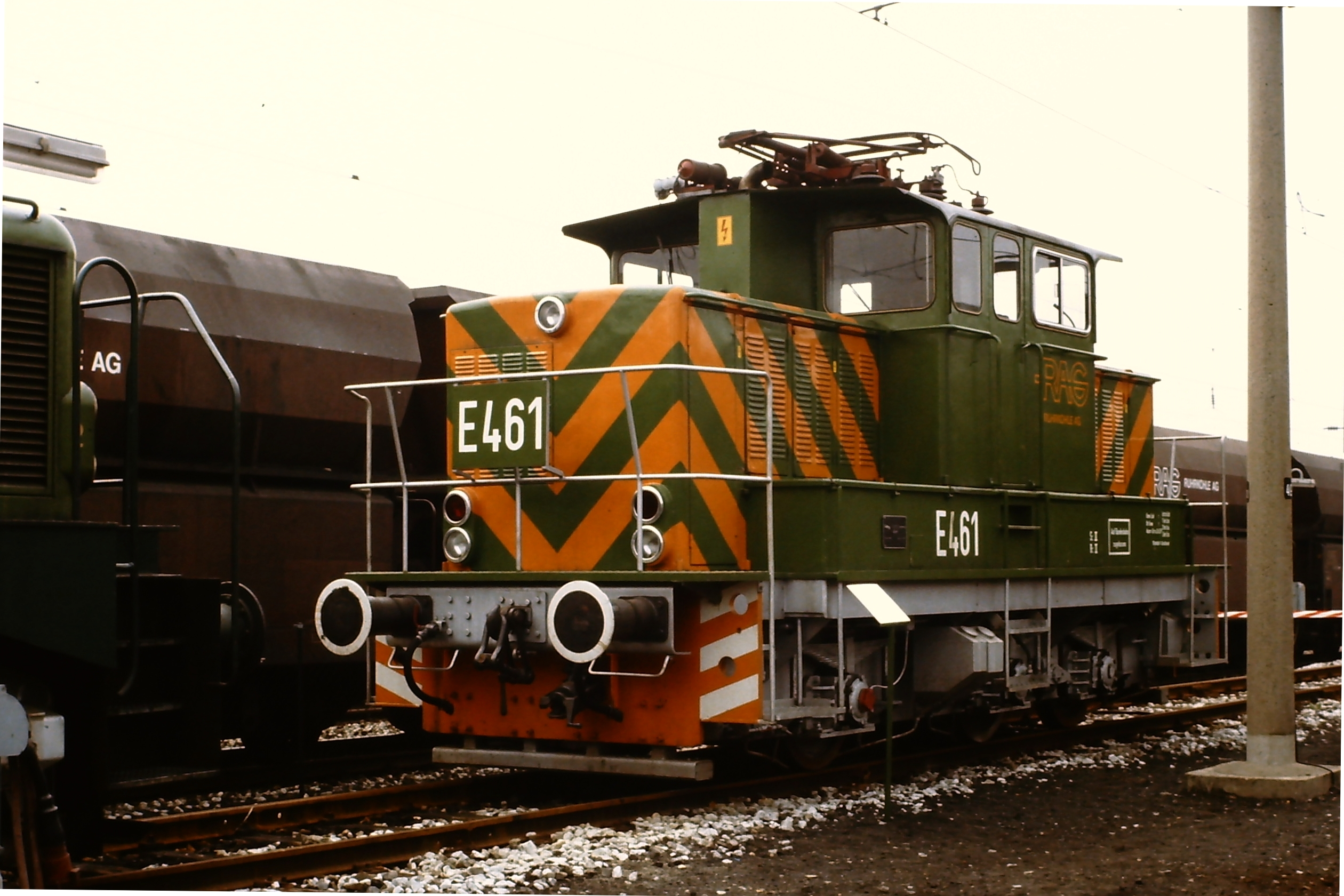
Lokomotiva LHB ES 500 společnosti RAG Zechenbahn- und Hafenbetriebe Ruhr-Mitte
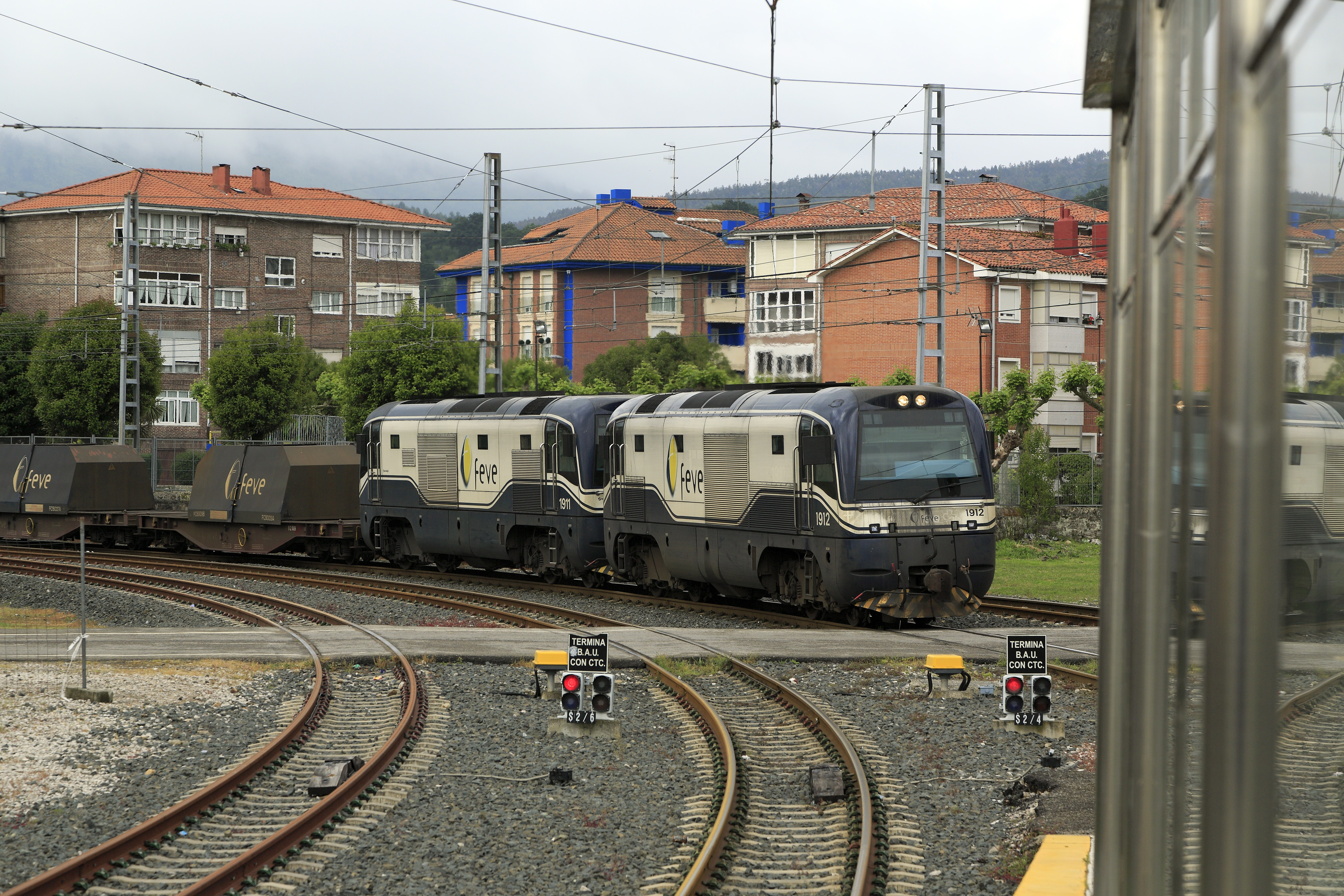
Dvouzdrojové lokomotivy 1912 a 1911 španělské společnosti FEVE v naftovém režimu ve stanici Cabezón de la Sal
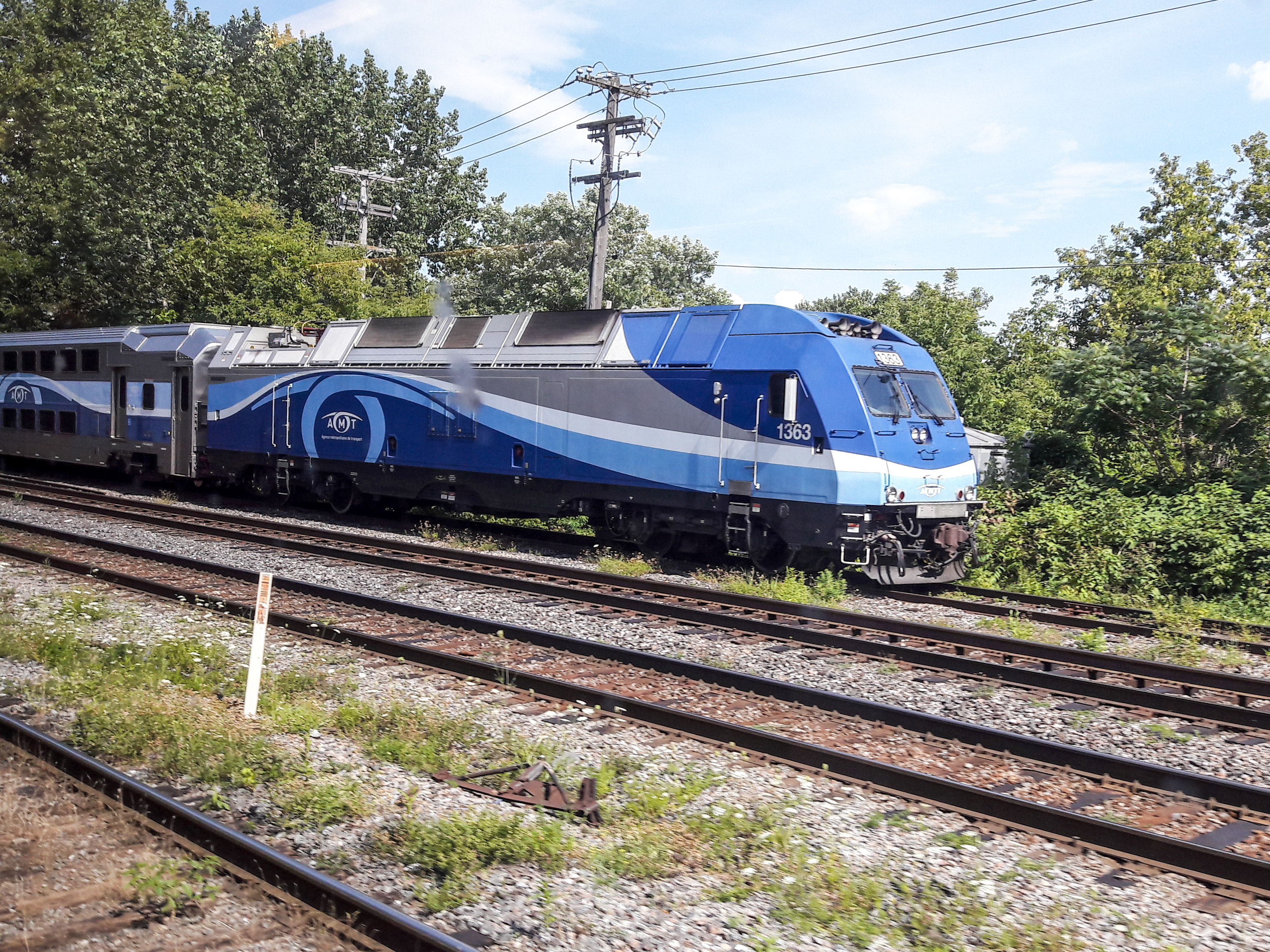
Dvouzdrojová lokomotiva ALP-45DP kanadské společnosti AMT od Bombardieru

### Dvouzdrojové vozy

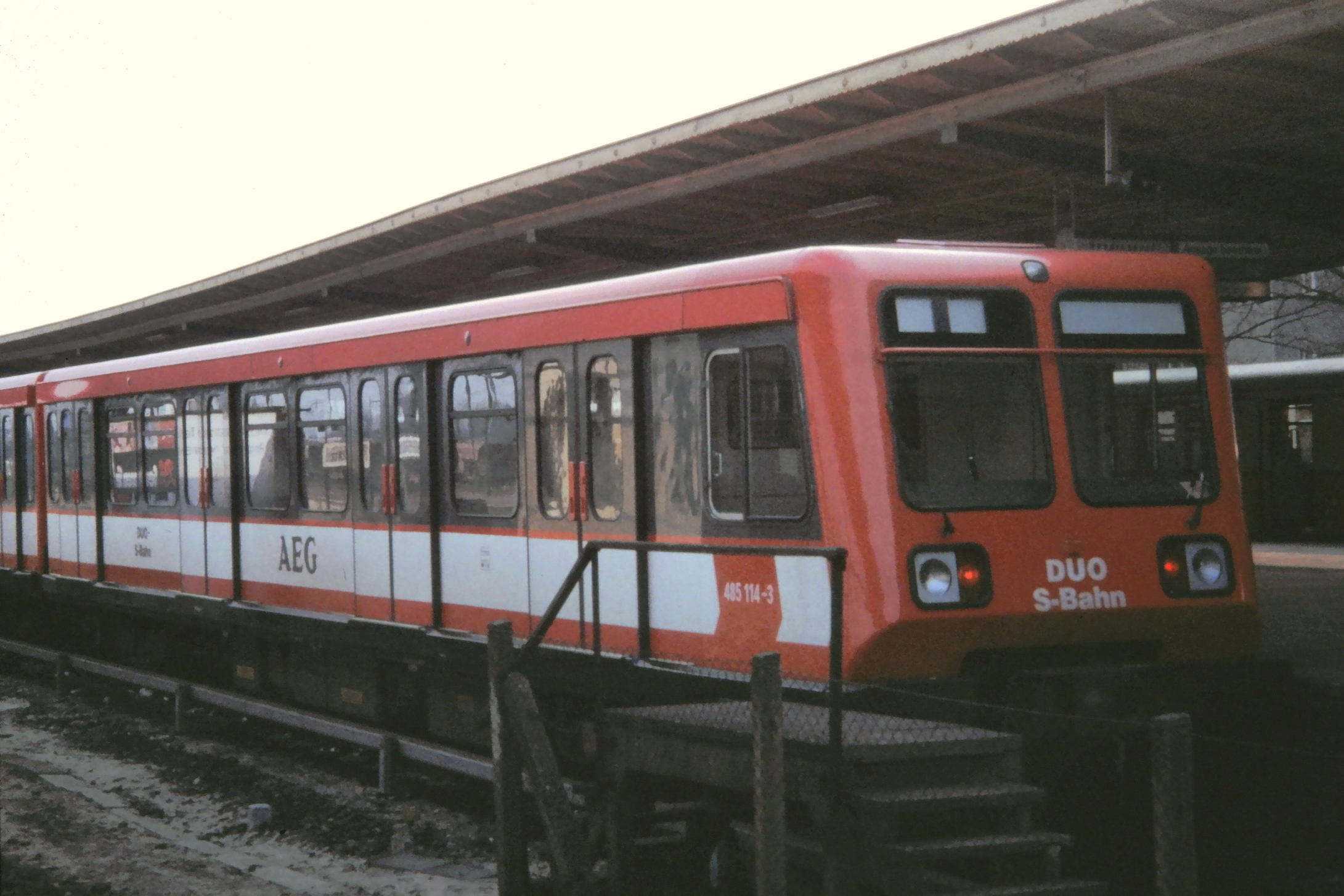
Berlínský „Duo S-Bahn“ ve stanici Oranienburg
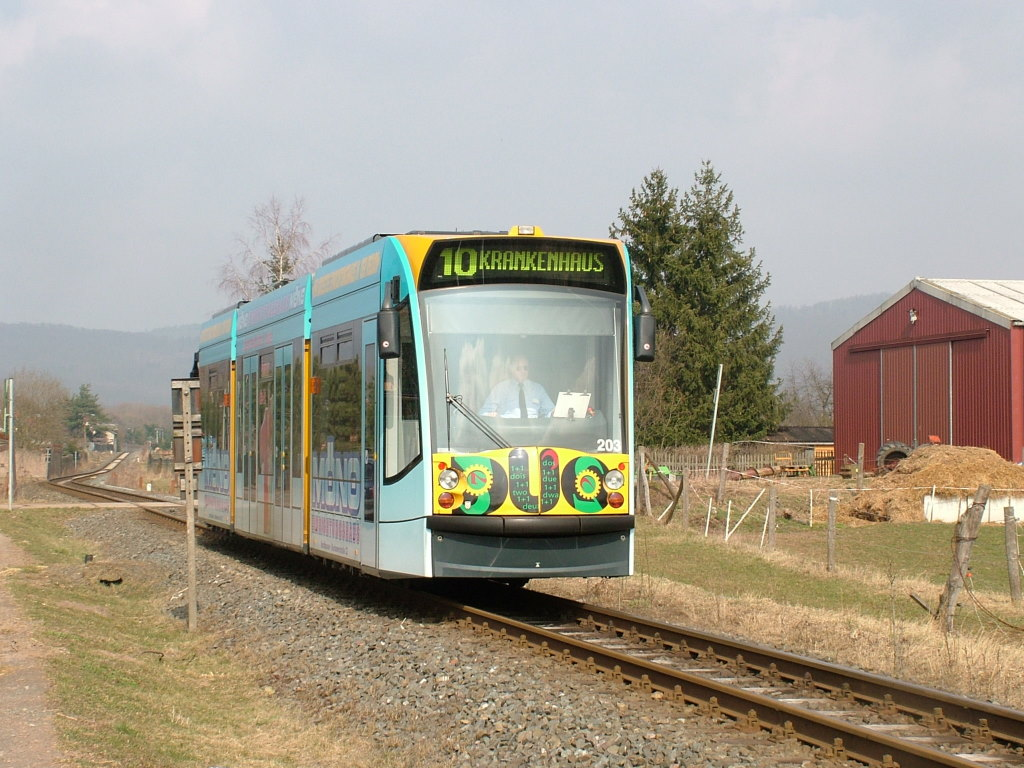
Tramvaj Combino Duo z společnosti Straßenbahn Nordhausen
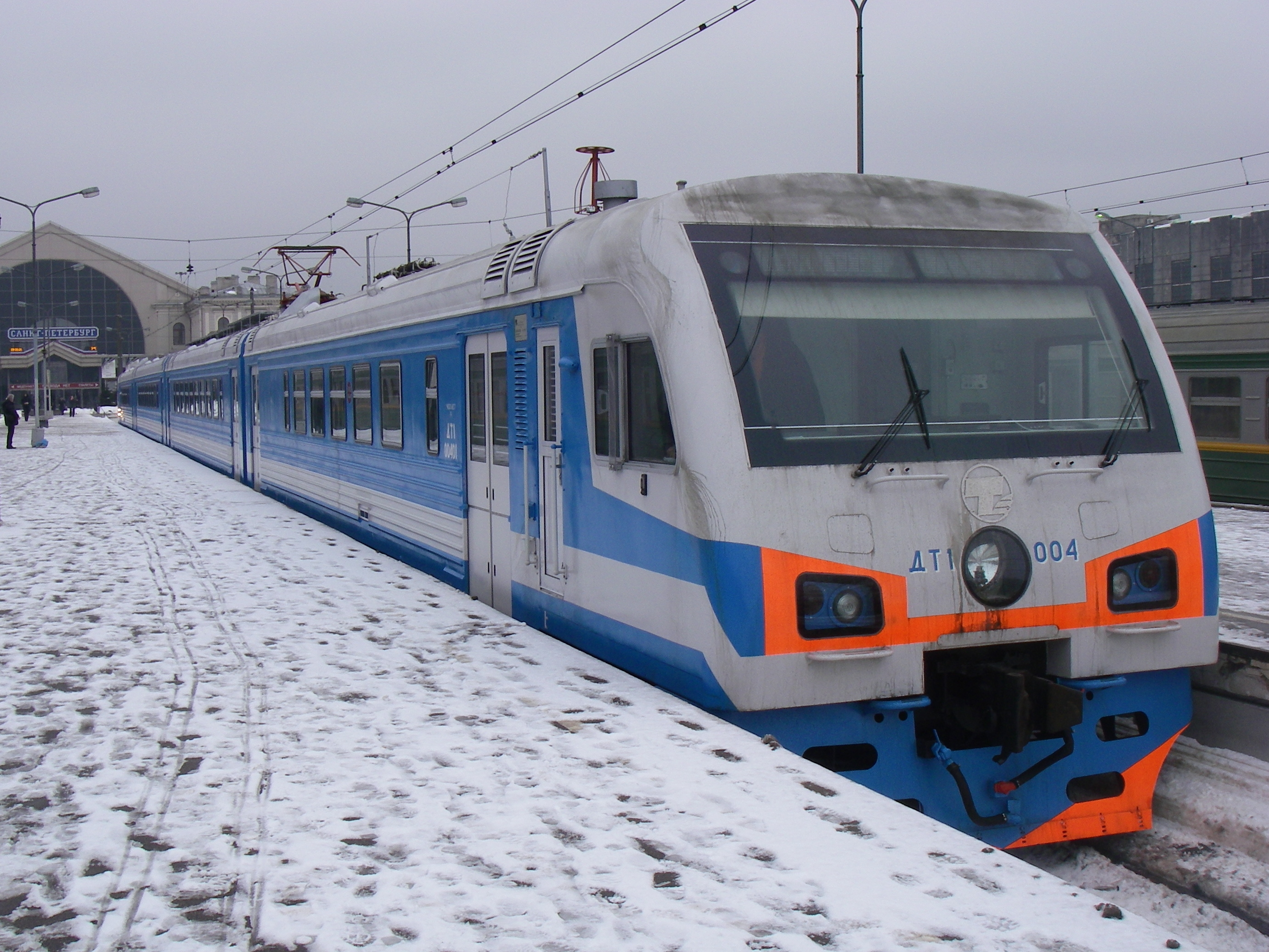
Ruská jednotka DT1 (ДТ1) s dieselovými generátory a sběrači